# エルギン・マーブル

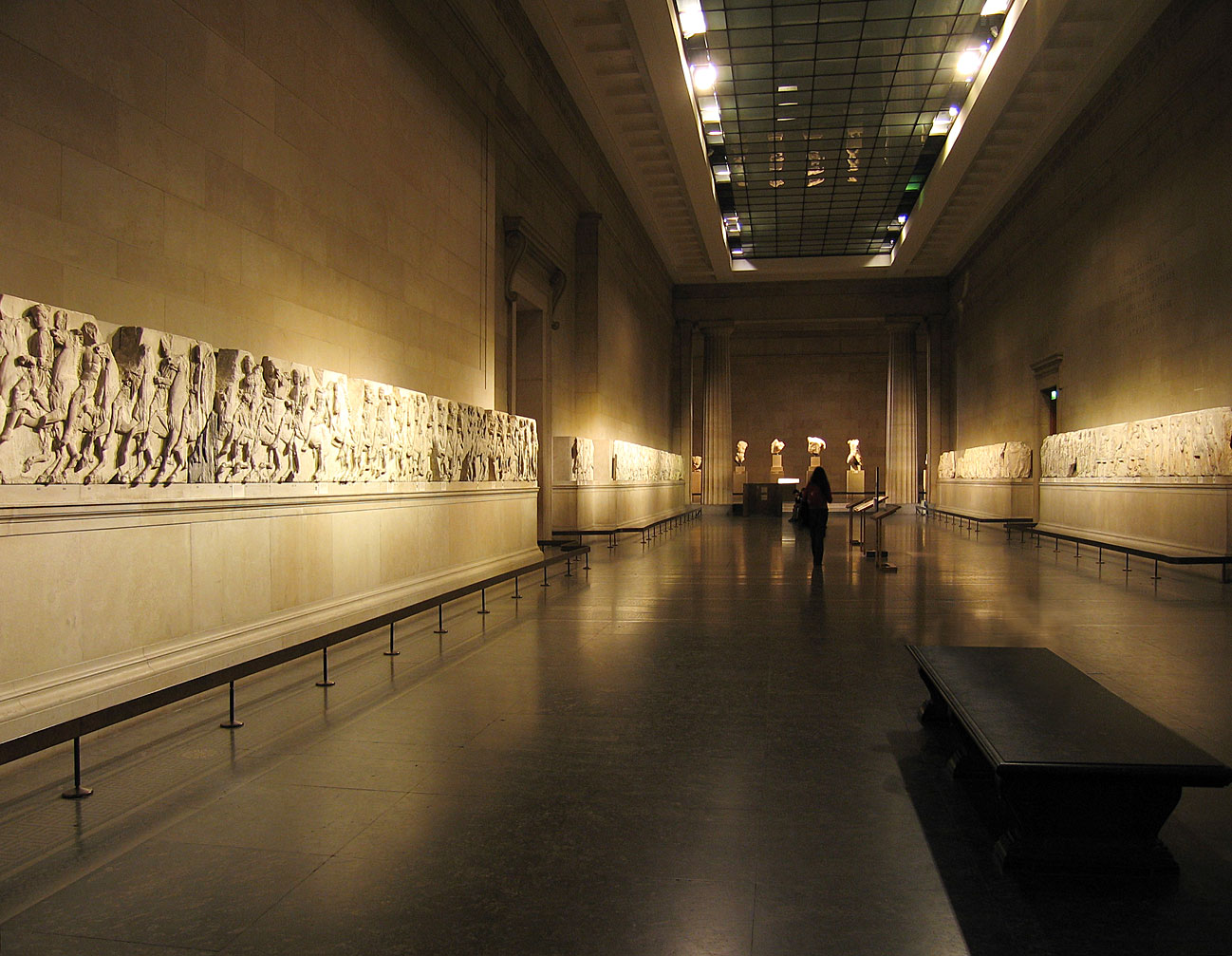
大英博物館の展示

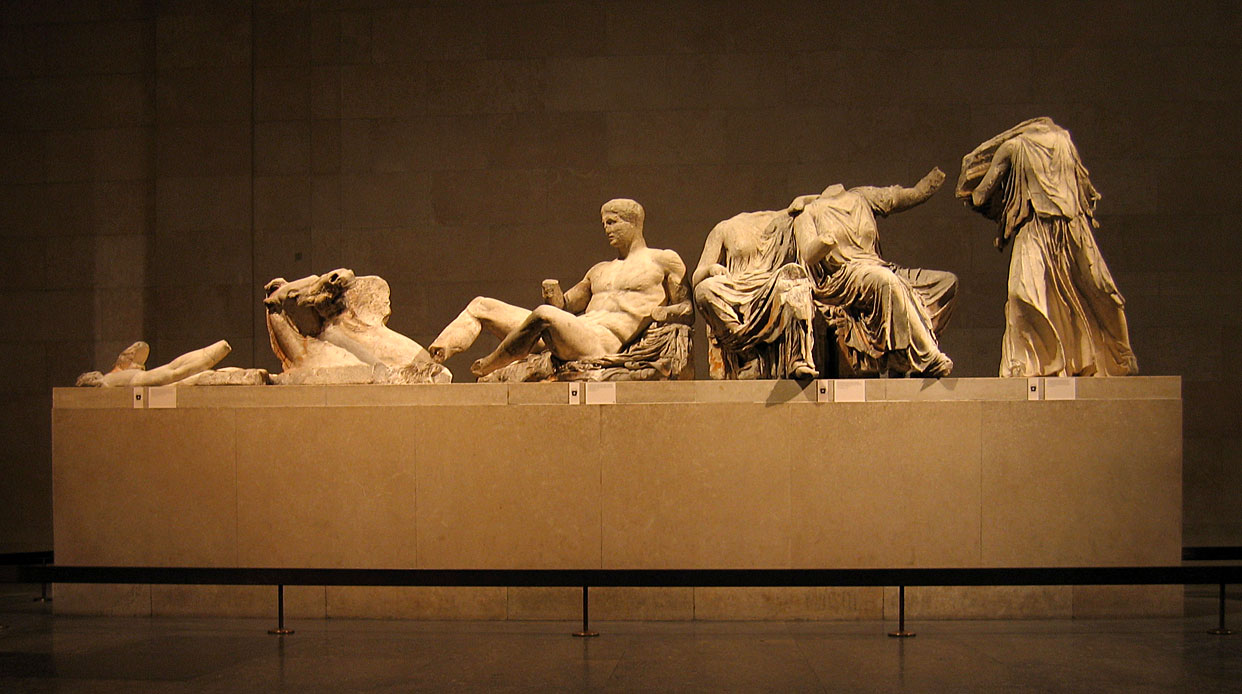
大英博物館の展示2

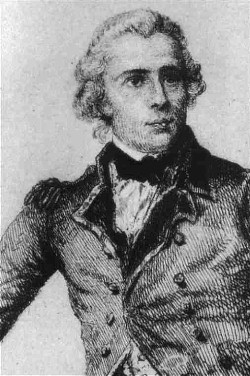
彫刻群を持ち帰った第7代エルギン伯爵トマス・ブルース

エルギン・マーブル（Elgin Marbles、Parthenon Marbles）は、古代ギリシア・アテナイのパルテノン神殿を飾った諸彫刻。19世紀にイギリスの外交官第7代エルギン伯爵トマス・ブルースがパルテノン神殿から削り取ってイギリスに持ち帰り、現在は大英博物館に展示されている。エルギン・マーブルズなどとも表記される。

## 歴史
前5世紀、古代ギリシア・アテナイの丘に立つパルテノン神殿が修築された。エルギン・マーブルは、この神殿に彫り込まれていた諸彫刻のことを指す。1800年、イギリスの外交官であった第7代エルギン伯爵トマス・ブルース（1766-1841）が、オスマン帝国駐在の特命全権大使としてイスタンブールに赴任すると、このパルテノン神殿の調査を始めた（当時のギリシアはオスマン帝国領である）。神殿彫刻に関心を抱いたエルギン伯は、当時のスルタン・セリム3世から許可を得て、多くの彫刻を切り取ってイギリスへ持ち帰った。当時のオスマン帝国はナポレオン率いるフランス軍のエジプト遠征を受けた直後であり、このフランス軍を撃退したイギリスと良好な関係にあった。
19世紀前半、ロマン主義の風潮が高まる中で、エルギン・マーブルがイギリスで公開されると、多くの人々の古代ギリシアへの憧憬を高めさせた。だが一方イギリス国内ではエルギン伯の「略奪」行為を非難する声も大きく、ジョージ・ゴードン・バイロンは「チャイルド・ハロルドの巡礼」第二巻及び「ミネルヴァの呪い The Curse of Minerva」で激しく痛罵した。これらの批判が激しくなったことと、長年に渡る彫刻群の輸送で巨額の負債を抱えたため、エルギン伯は1816年にイギリス政府にエルギン・マーブルを寄贈、その後大英博物館に展示されて現在に至る。
1970年代になると、ギリシア政府はイギリスにエルギン・マーブルの返還要求を強めた（その先頭に立った文化・科学相のメリナ・メルクーリは、映画女優としても有名である）。しかしながら、両国の見解はすれ違ったままである。現在、パルテノン神殿に残っていた彫刻の多くを展示しているアクロポリス博物館では、やむを得ずエルギン・マーブルの精巧な新しいレプリカをオリジナルの彫刻と共に展示している。
エルギン・マーブルを含む古代ギリシャの彫刻はもともと白い大理石の彫刻だったのではなく、かつては古代エジプトなどの先行する古代文明の影響を受けて極彩色に着色されていたことが判明した。しかし、1930年に大英図書館職員らによって無断で行われた「清掃（cleaning）」作業において表面を強く研磨したため、エルギン・マーブルの大半から当時の色を知る痕跡が失われてしまったことが1999年にBBCによって報道された。その原因として以下の理由が挙げられる。
- ポンペイの発見から、ロマン主義の時代にギリシャ・ローマ文明へのあこがれが醸成され、やがては「ギリシャ文明は自分たちの思想的源流である」とヨーロッパ知識人が思い始めたことによる期待感。

- ヨハン・ヨアヒム・ヴィンケルマンなどが彩色が施されていたことを知りながらギリシャ文明は白と主張したこと。

- ヴィクトリア朝のころから白が「純潔の象徴」として流行したこと。

これら複数の原因が複合して上記の彫刻への洗浄作業も、博物館に来る大衆に迎合するために「もっと白く(get it whiter)」するように大英博物館のスポンサーで美術収集家・画商の初代デュヴィーン男爵ジョゼフ・デュヴィーンが命じたためだといわれ、結果として大スキャンダルとなった。同様の「洗浄」は同時期に世界中の他のギリシャ彫刻に対しても行われたとされる。この事件はエルギン・マーブル返還を求めるギリシャ側の反発を一層増す要因となっている。